# 平安通宝

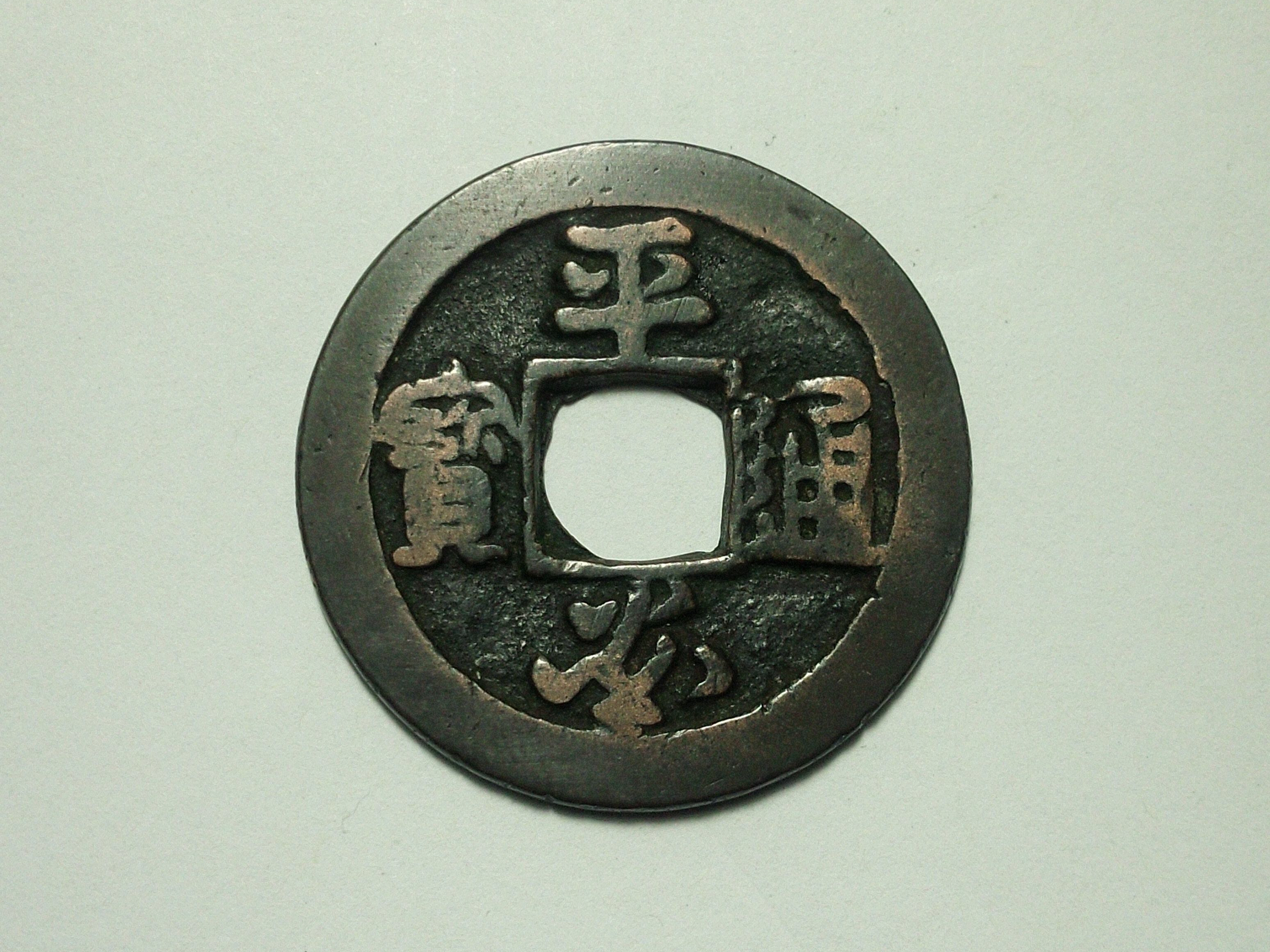
平安通宝　正様

平安通宝（へいあんつうほう）は、その鋳造地、時期共に確定していない不知の銭貨である。

## 概要
銭容は大きく分けて正様、濶縁、大様と3系統がある。
安南銭説（中華人民共和国の上海市銭幣学会が唱えた1985年の学説）、長崎私鋳銭説、加治木銭説、豊後小倉説（日本銀行の調査局が発表した1972年の学説）などがあるが、いずれも確実な根拠はない。
遺跡からの発掘例が9例有り、内6例が東北地方に集中している。元号では無い銭文を刻む事と墓や寺院に関連した出土状況から宗教的な目的の為に造られた蓋然性が高い。
発掘状況と遺跡の存続期間から考察すると、東北地方の何処かで17世紀初頭頃、鋳造された説が最も有力である。
理化学的研究によると鉛同位体比は全て中国華南の範囲に有り、しかもかなり集中的な分布を示す。平安通宝が日本での生産とすれば、中国からの一括原料供給を受け入れられる地域で特殊な状況下で鋳造されたことを想定しなければならず、中国での鋳造の可能性も十分に考えておかなければならない。
江戸時代の書物『銭範』
によると「平安通宝安く子を生ず懐姙の婦人守になる」との事から、安産のお守りとして市中の間に出回っていた事が窺える。恐らく貨幣と厭勝銭、両面の性格を備えた銭貨として扱われていたと推測される。